# Mellicta pseudodelminia
Mellicta pseudodelminia är en fjärilsart som beskrevs av Ruggero Verity 1940. Mellicta pseudodelminia ingår i släktet Mellicta och familjen praktfjärilar. Inga underarter finns listade i Catalogue of Life.